# جاه الخالدي (يافع)

تعديل مصدري - تعديل

جاه الخالدي هي إحدى قرى عزلة لبعوس بمديرية يافع التابعة لمحافظة لحج، بلغ تعداد سكانها 88 نسمة حسب تعداد اليمن لعام 2004.